# Вітошинський-Доброволя Йосип-Михайло
Йосип-Михайло Вітошинський-Доброволя (27 жовтня 1858, Львів — 9 грудня 1931, Львів) — генерал-майор австрійської армії українського походження.

## Життєпис
Народився 27 жовтня 1858 року у Львові (за іншими даними 1857 року на Лемківщині (нині Республіка Польща).
Закінчив гімназію, по тому офіцерську школу та Терезіанську військову академію у Вінер-Нойштадт.
У роки Першої світової війни — генерал-майор австрійської армії. Командував 130-ю бригадою в корпусі П. Гофмана, до складу якої входив Легіон Українських Січових Стрільців. Бригада Вітошинського-Доброволі бригада брала участь у боях в Карпатах й на Поділлі.
Вважається, що після листопада 1918 року Й. Доброволя-Вітошинський служив в Українській галицькій армії, проте за останніми дослідженнями після 1918 року не перебував на військовій службі, перебував у Львові, отримавши від польського командування дозвіл на вільне пересування містом, у західноукраїнському війську жодного дня не служив, а, з огляду на похилий вік, також не був прийнятий до польського війська. Зате головував у створеному окупантами військово-польовому суді, що розташовувався на вулиці Замарстинівській у Львові. Отож таку людину можна вважати ким завгодно, але не «військовим діячем ЗУНР»
З 1923 року працював в Австрійському військовому архіві. Помер 9 грудня 1931 року у Львові. Похований на Личаківському цвинтарі, поле № 20. — разом із дружиною — Ядвігою Доброволя-Вітошинською з Вежбицьких.

## Звання

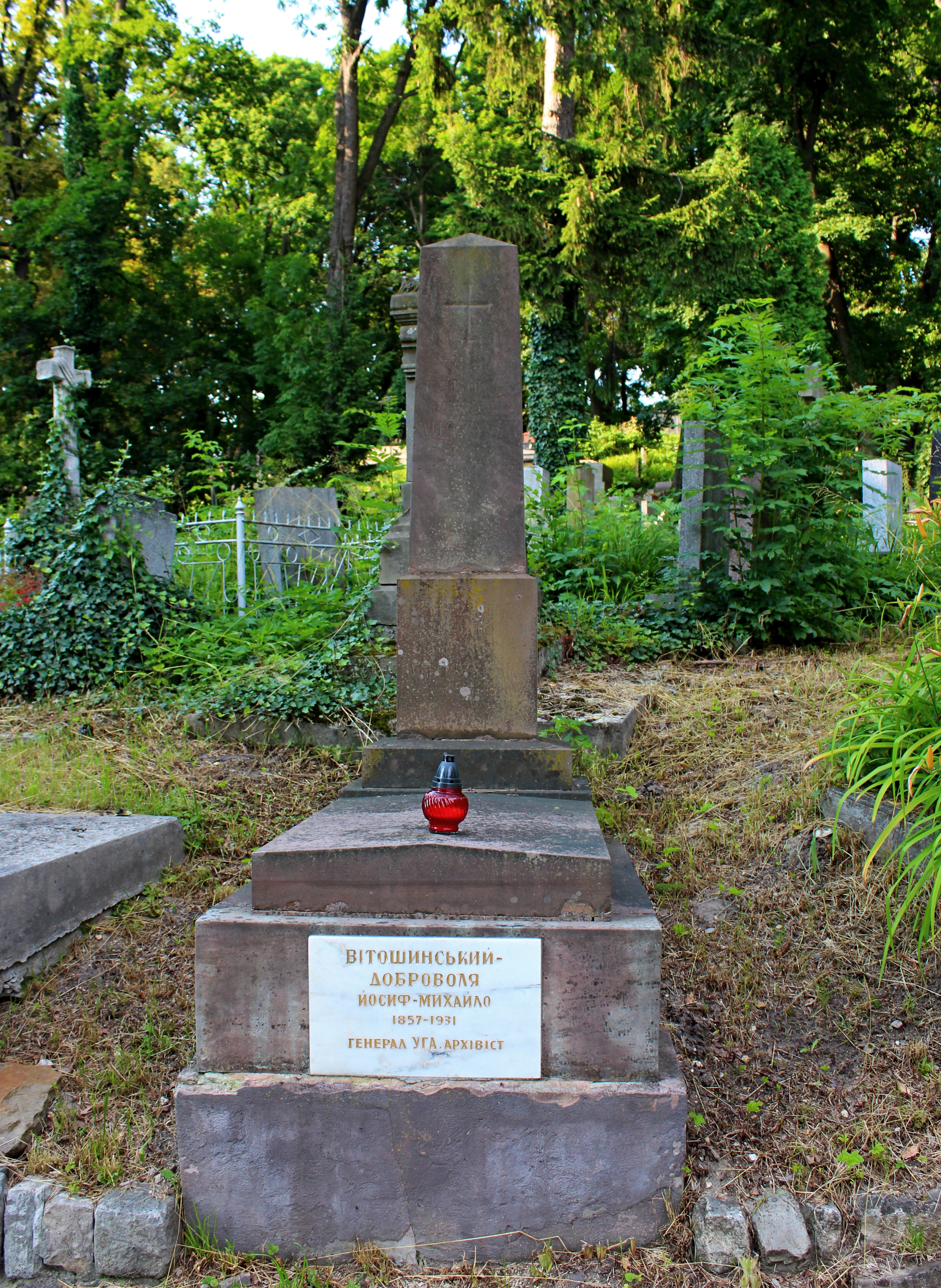
Могила на Личаківському цвинтарі

- Поручник (1876)
- Надпоручник (1881)
- Капітан ІІ класу (1888)
- Капітан І класу (1889)
- Майор (1898)
- Підполковник (1903)
- Полковник (1906)
- Генерал-майор (1915)

## Нагороди і відзнаки
- Шляхетський титул Edler von Dobrawola (1917)
- Лицарський хрест ордена Леопольда (Австро-Угорщина, 1916)[5].
- Орден Залізної Корони IIІ класу (Австро-Угорщина, 1914)[6].
- Бронзова медаль «За військові заслуги» на червоній стрічці[7]
- Ювілейний хрест
- Ювілейна пам'ятна медаль 1898